# كارلوس بونيت
كارلوس بونيت كاسيريس (بالإسبانية: Carlos Bonet Cáceres) (مواليد 2 أكتوبر 1977 في أسونسيون) لاعب كرة قدم باراغواياني يلعب حاليا لصالح نادي أوليمبيا أسونسيون الباراغواياني .

## روابط خارجية
- كارلوس بونيت على موقع الاتحاد الدولي (مؤرشف)  (الإنجليزية)
- كارلوس بونيت على موقع قاعدة بيانات كرة القدم.إي يو (الإنجليزية)
- كارلوس بونيت على موقع ناشيونال فوتبول تيمز (الإنجليزية)
- كارلوس بونيت على موقع Soccerway.com (الإنجليزية)
- كارلوس بونيت على موقع عالم كرة القدم.نت (الإنجليزية)
- كارلوس بونيت على موقع AS.com (الإسبانية)